# Verein Oberlinhaus

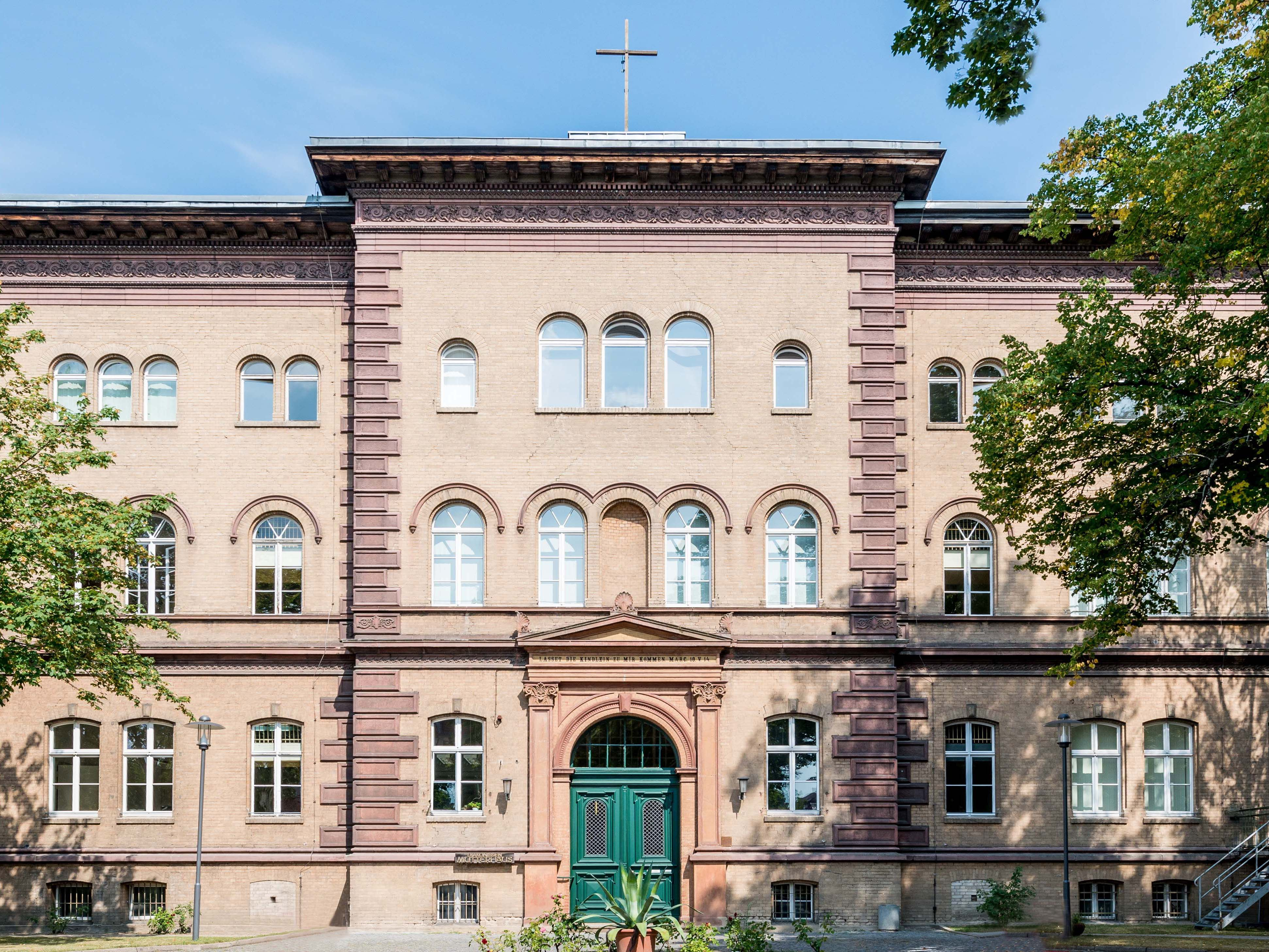
Diakonissen-Mutterhaus eröffnet 1878

Das Oberlinhaus in Potsdam-Babelsberg ist ein eigenständiger diakonischer Anbieter für spezialisierte Leistungen im Bereich Teilhabe, Gesundheit, Bildung und Arbeit. Das Oberlinhaus ist benannt nach dem elsässischen Sozialreformer Pfarrer Johann Friedrich Oberlin (1740–1826).

## Organisation

### Verein
Der Verein Oberlinhaus ist ein altrechtlicher Verein, da er bereits vor Inkrafttreten des Bürgerlichen Gesetzbuchs gegründet wurde. Er verfolgt ausschließlich kirchlich-diakonische, gemeinnützige Zwecke. Die Geschäfte werden von einem hauptamtlichen Vorstand geführt. Dieser besteht aus zwei Personen: einem theologischen Vorstand und einem Vorstand Strategie.
Der Verein Oberlinhaus ist Mitglied im Diakonischen Werk Berlin-Brandenburg-schlesische Oberlausitz e. V.
Innerhalb des Oberlinhauses sind in 15 Gesellschaften an 25 Standorten in Potsdam, Michendorf, Bad Belzig, Kleinmachnow, Werder (Havel), Berlin und Wolfsburg rund 2000 Menschen tätig.

### Gesellschaften
- Oberlin Kindertagesstätten
- Oberlinschule
- Oberlin Norberthausschule
- Oberlin Berufsbildungswerk
- Oberlin Berufliche Schulen
- Oberlin Lebenswelten
- Oberlin Werkstätten
- Aktiva Potsdam im Oberlinhaus
- Oberlin Teilhabewelten
- Oberlin Service
- Oberlinklinik
- Oberlin MVZ
- Oberlin Rehazentrum
- Oberlin Rehaklinik
- Oberlin Hörpunkt

### Oberlinstiftung
Die Oberlinstiftung wurde 2002 gegründet mit dem Ziel, das Oberlinhaus in seinen Aufgaben, Leistungen und Projekten zu fördern. Sie ist Mitglied im Bundesverband Deutscher Stiftungen und bekennt sich zu den Grundsätzen guter kirchlicher Stiftungspraxis.

## Geschichte
1871 wurde in Berlin der Oberlinverein gegründet. Namensgeber war der elsässische Sozialreformer Pfarrer Johann Friedrich Oberlin (1740–1826). Treibende Kraft war Adolph von Bissing auf Beerberg, ein schlesischer Adliger, der schon jahrelang eifrig für eine „christliche Kleinkinderschule“ (also eine Art Kindergarten oder Vorschule) geworben und selbst eine solche betrieben hatte. Die Betreuung und Bildung von kleinen Kindern zu organisieren und zu fördern war das wesentliche Ziel des Vereins. 1874 eröffnete der Oberlinverein im damaligen Nowawes (heute zu Babelsberg) eine Kleinkinderschule mit einem Seminar zu Ausbildung von Kleinkinderschullehrerinnen.

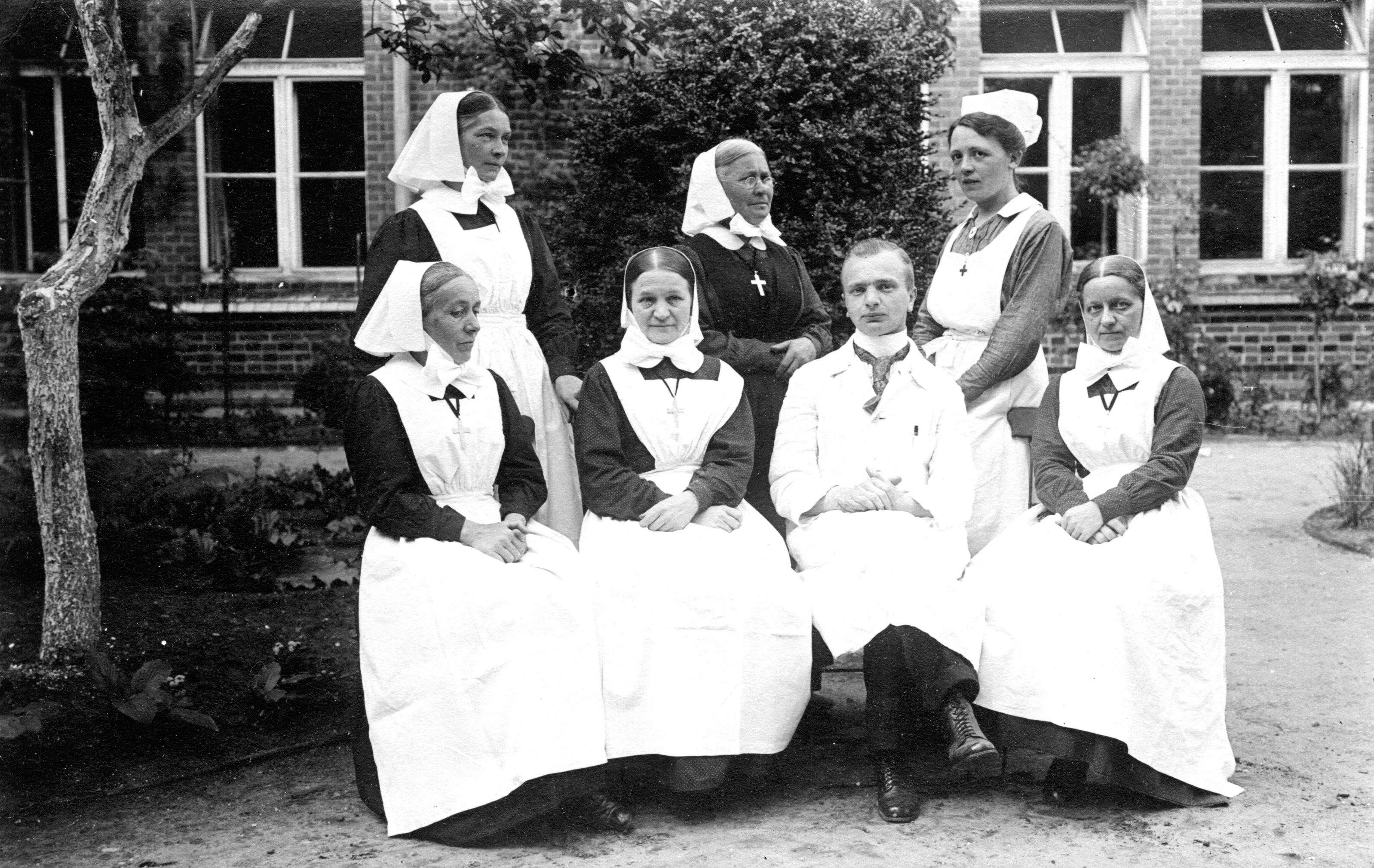
Diakonissen-Schwesternschaft im Oberlinhaus

Die Kleinkinderschule wurde schon bald mit der Gemeindepflege verbunden. Die Gemeinden brauchten Diakonissen, so dass 1879 das Oberlinhaus ein Diakonissen-Mutterhaus wurde. Am 12. Januar 1905 wurde feierlich die Oberlinkirche auf dem Gelände eingeweiht. Der Zeremonie wohnte auch Kaiserin Auguste Viktoria bei, die nicht nur eine Glocke, sondern auch Geld und eine Altar-Bibel mit Widmung stiftete.

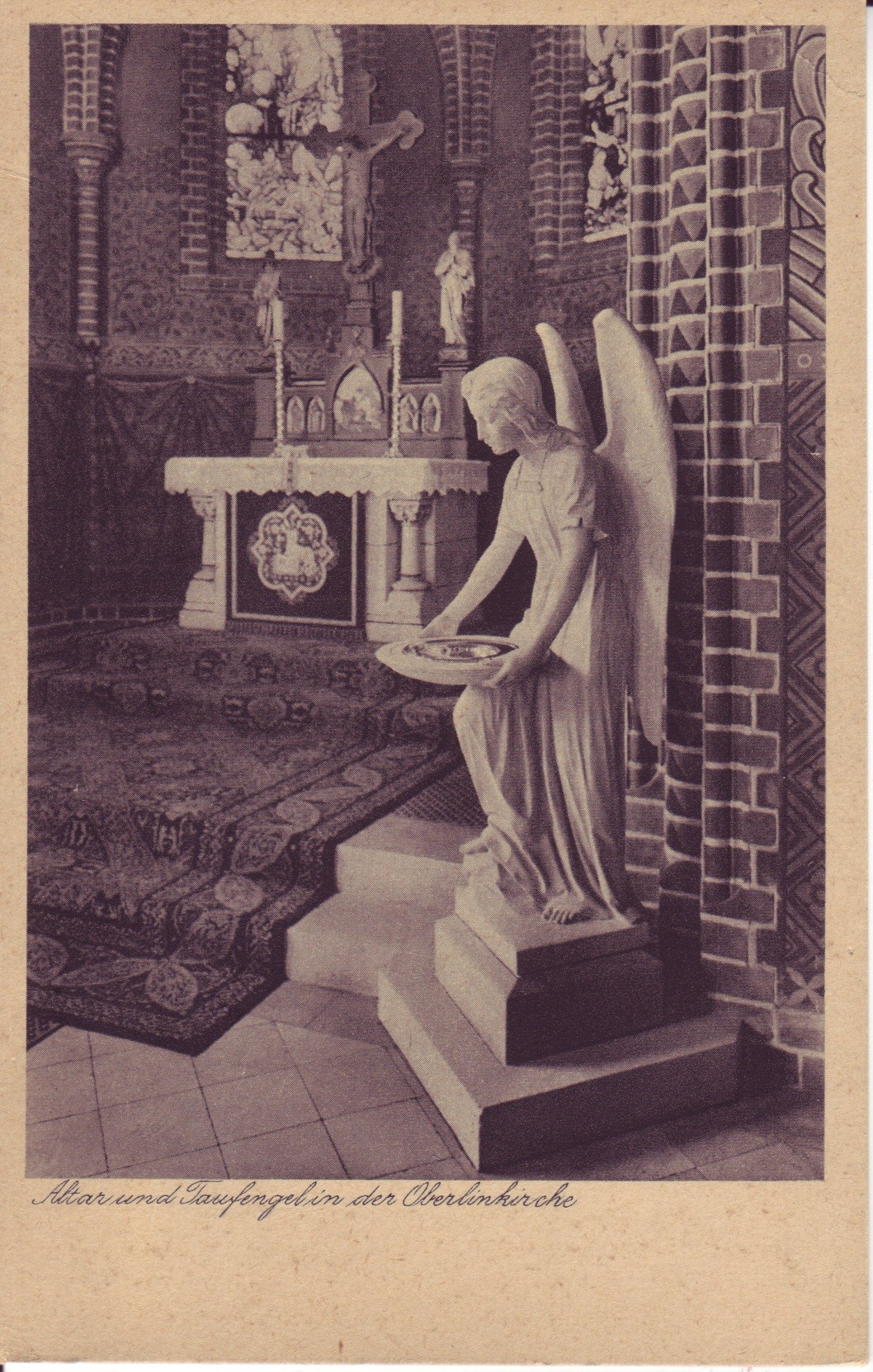
Oberlinkirche: Altar und Taufengel (von Heinrich Wefing)

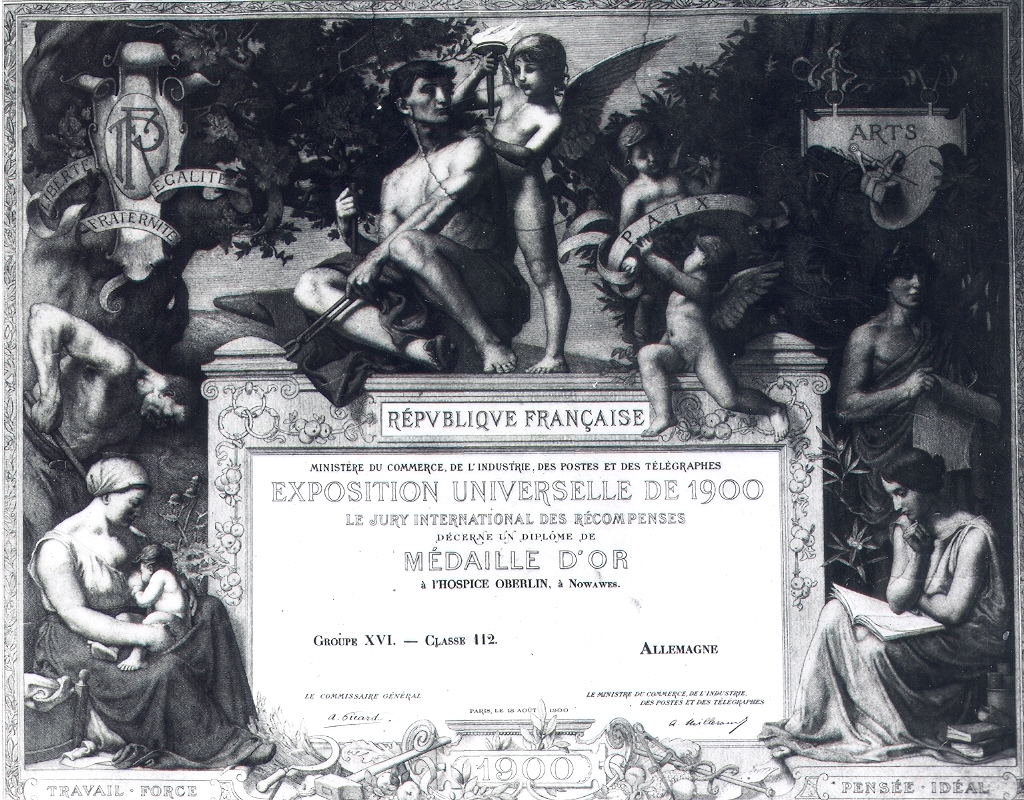
Urkunde zur Goldmedaille, verliehen 1900 auf der Pariser Weltausstellung.

1878 wurde das neu erbaute Diakonissen-Mutterhaus eröffnet, in dem 1881 eine Poliklinik, 1883 eine Kinderkrippe und 1888 eine erste Krankenstation ihren Betrieb aufnahmen. Erster Vorsteher wurde Theodor Hoppe. 1886 begann die Arbeit mit behinderten Menschen im Oberlinhaus.
Mit Hilfe von Spenden konnte der Oberlinverein auf eigenem Grundstück am 20. Oktober 1890 das erste Krankenhaus in Nowawes mit 45 Betten eröffnen. 1894 folgten das erste Deutsche Vollkrüppelheim, ergänzt 1899 durch ein Krüppelschulhaus, 1906 das Taubstummblindenheim und Werkstätten zur behindertengerechten beruflichen Ausbildung, 1910 das Oberlin-Kreiskrankenhaus. Das erste taubblinde Kind im Oberlinhaus war im Januar 1887 Hertha Schulz, die ab 1891 vom königlichen Taubstummen-Oberlehrer Gustav Riemann unterrichtet wurde.
In den ersten 40 Jahren seines Bestehens wuchs das Gesamtwerk Oberlinhaus sehr schnell. Immer neue Aufgaben wurden angenommen und bewältigt. Noch vor der Jahrhundertwende entwickelte der damalige Hausvorstand (Oberin Thusnelda von Saldern und Pastor Theodor Hoppe) eine inhaltliche Grundlage für die weitere Arbeit im Oberlinhaus. Sie erarbeiteten die Konzeption einer komplexen Rehabilitation, die die medizinischen, pädagogischen, beruflichen und sozialen Aufgaben auf einer geistlichen Basis ganzheitlich an den Bedürfnissen des Einzelnen orientiert (vgl. Wilken 2004, s. 97 ff.). Dieses in jener Zeit innovative und richtungweisende Konzept wurde auf der Pariser Weltausstellung im Jahr 1900 mit einer Goldmedaille ausgezeichnet.
Innerhalb der Deutschen Vereinigung für Krüppelpflege e. V. hat sich das Oberlinhaus maßgeblich an der Entstehung des ersten Krüppelfürsorgegesetzes beteiligt, welches 1920 erlassen wurde. Für die Arbeit in den Einrichtungen war dieses Gesetz von entscheidender Bedeutung. Von nun an war die Behindertenfürsorge keine Gnadenleistung mehr, sondern eine Pflichtleistung der Gesellschaft und des Staates. Es bildete somit den Grundstein der heutigen Rehabilitationsgesetze.
In den 1930er Jahren kam es erneut zu einer Ausdehnung der Aufgaben und damit einhergehend zu baulichen Erweiterungen. 1945 wurde das Oberlinhaus von schweren Fliegerbomben getroffen. Der Nordflügel des Taubblindenheimes wurde vollständig zerstört, das alte Handwerkerhaus nahezu vollständig, das neue Handwerkerhaus teilweise zerstört. Kirche, Mutterhaus und Klinik wurden durch nahe Bombeneinschläge stark in Mitleidenschaft gezogen. Insgesamt musste das Oberlinhaus den Tod von zwei taubblinden Bewohnern beklagen, die von den Trümmern des Taubblindenheimes erschlagen wurden.

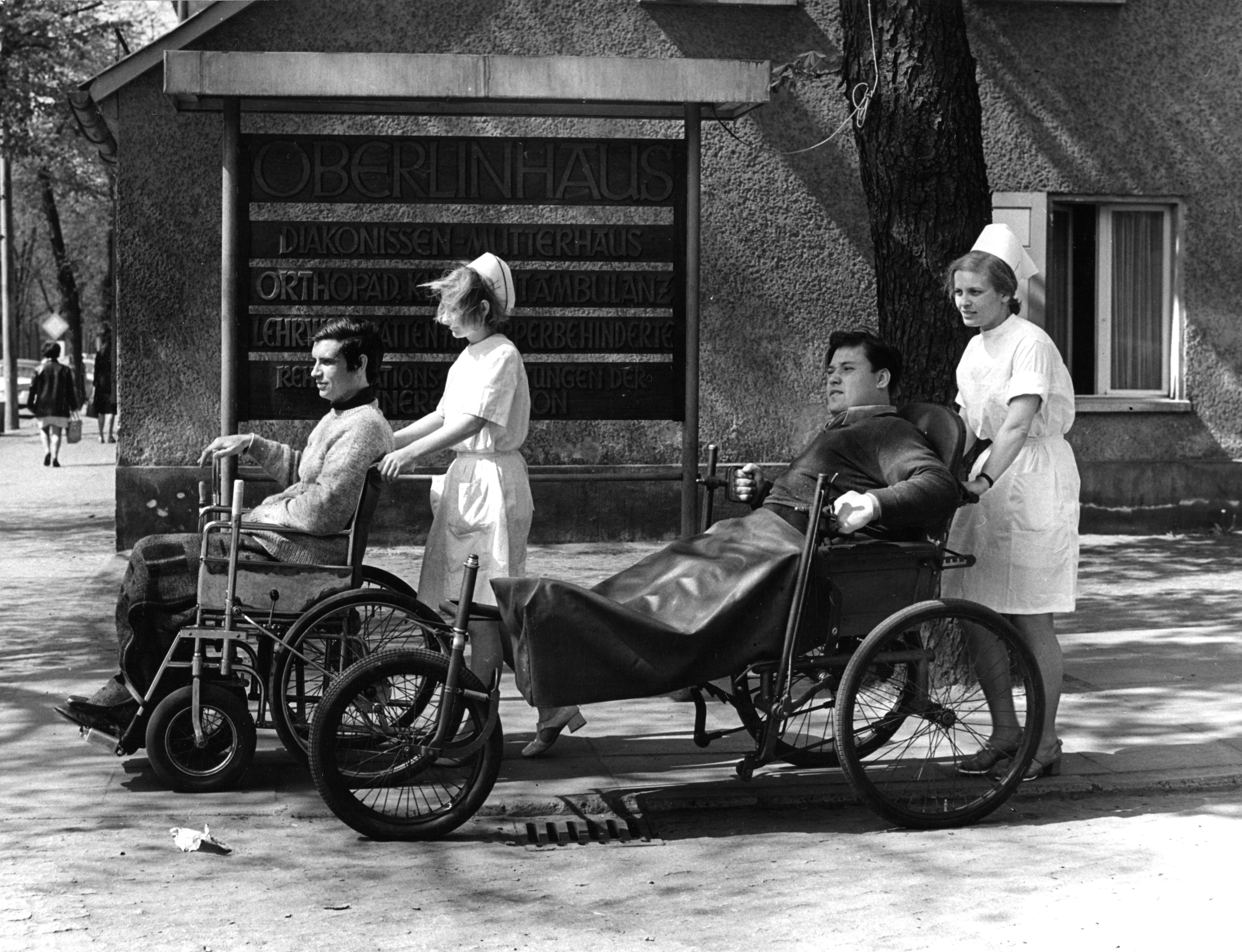
Fortgang der Arbeit in der DDR

Als Folge des Krieges nahm sich das Oberlinhaus ab Januar 1945 der Flüchtlingsfürsorge an. Viele Außenstationen vom Oberlinhaus mussten geräumt werden und so fanden viele Schwestern und die ihnen anvertrauten Kinder, Kranke und Alte im Oberlinhaus eine erste Zuflucht.
Nach den Fliegerangriffen machten sich die Mitarbeiter und Schwestern an den Wiederaufbau und die Einrichtung von Provisorien. Sie hielten den Betrieb und die Versorgung aufrecht. In der Folgezeit wurden in der Klinik besonders viele Kriegsverletzte versorgt. 1945 zählt die Statistik 788 Patienten, 1948 sogar 923 Patienten bei einer Kapazität von 305 Betten.
Der schützenden Hand des nationalsozialistischen Landeshauptmanns Dietloff von Arnim ist es zu verdanken, dass das Oberlinhaus während der NS-Zeit von Verfolgung und Drangsalierung verschont blieb. Herr von Arnim war bis zu seinem Tode 1945 Vorsitzender des Zentralvorstandes.

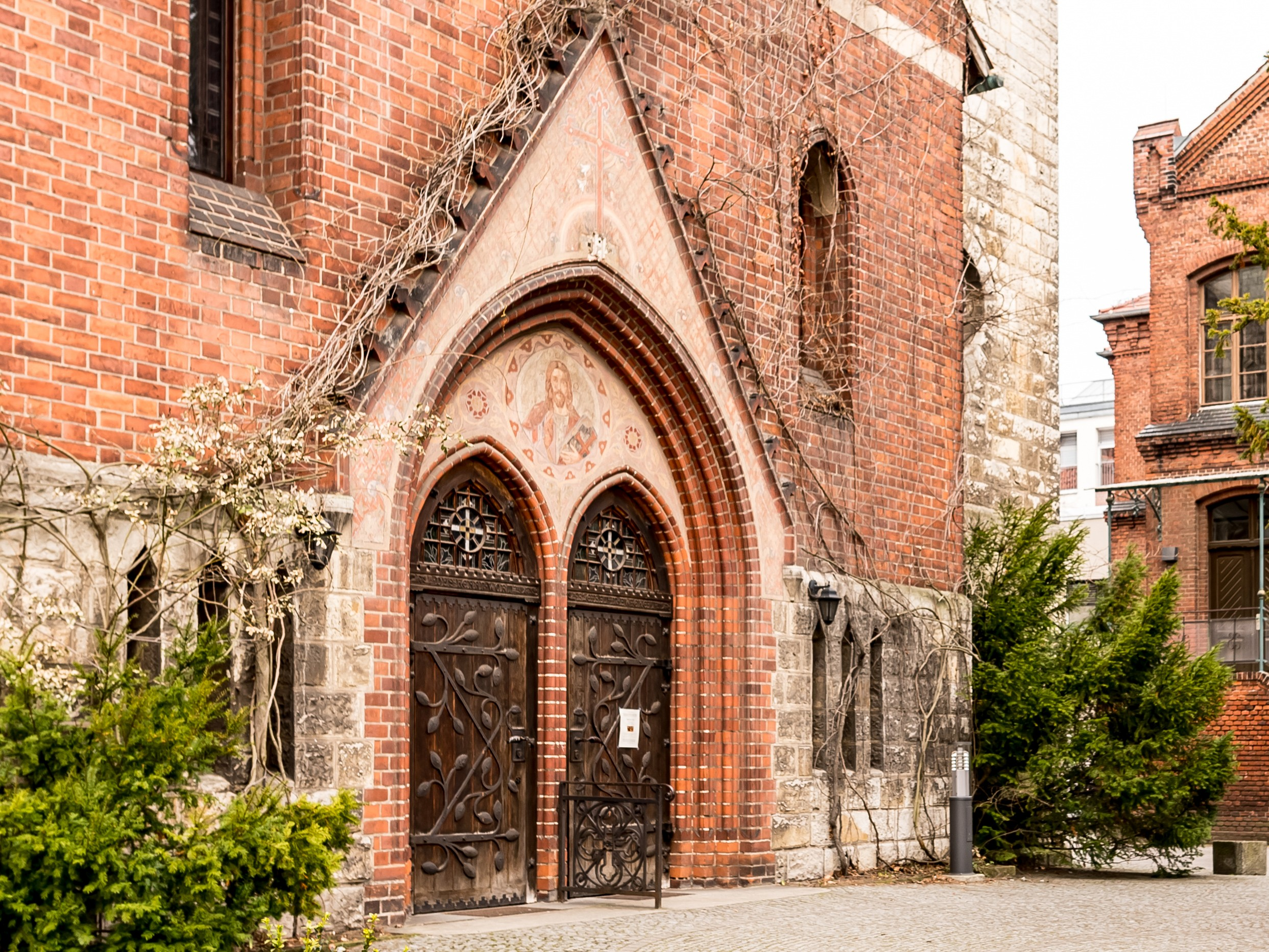
Oberlinkirche heute

Einige Häuser wurden vollständig zerstört, Kirche, Mutterhaus und Klinik wurden durch nahe Bombeneinschläge stark in Mitleidenschaft gezogen. In den folgenden Jahren wurden alle Kriegsschäden behoben und die einzelnen Dienstbereiche neu strukturiert. Bis in die 1950er Jahre wurden von Diakonissen des Oberlinhauses 47 Außenstationen betreut, unter anderem 39 Gemeindepflegen, eine Klinik für Nervenkranke, vier Altersheime und eine Lungenfürsorgestelle.
Im Frühjahr 1983 konnte das Reinhold-Kleinau-Haus für körper- und mehrfachbehinderte Erwachsene eingeweiht werden.
Nach der politischen Wende 1989 setzte sich das Oberlinhaus für die Fertigstellung der Erweiterung der Oberlinklinik ein. Im Sommer 1995 fand die festliche Übergabe des vierstöckigen Neubaus statt. In den folgenden Jahren wurden alle Stationen des alten Klinikbereiches modernisiert und teilweise umgebaut. Mit dem Aufbau der Abteilung Wirbelsäulen- und Beckenchirurgie, der Eröffnung der ersten orthopädischen Tagesklinik im Land Brandenburg im Jahr 2001 und der Eröffnung der Abteilung Neuroorthopädie im Jahr 2005 wurden neue Behandlungsfelder gewonnen. 2007 wurde ein zusätzlicher Erweiterungsbau eröffnet. 2018 nahm die Oberlinklinik zwei neue und medizintechnisch hochmoderne Operationssäle in einem neuen Anbau in Betrieb. Für junge Patienten mit Erkrankungen, Fehlbildungen und Verletzungen des Bewegungsapparates und der Wirbelsäule wurde 2019 eine neue Station für Kinder- und Neuroorthopädie eröffnet.
Mit der Gründung der Oberlinschule in freier Trägerschaft im Jahre 1990 zeichnete sich für diesen Bereich ebenfalls ein Neubeginn ab. Aufgrund stetig steigender Schülerzahlen entschloss sich das Oberlinhaus, das ehemalige städtische Krankenhaus von der Stadt Potsdam zu erwerben. Nach umfangreichen Sanierungs- und Umbauarbeiten konnte 1998 dort die Oberlinschule einziehen. Auch in der Folgezeit wurde weiter investiert: 2002 konnte der sanierte Taubblinden/Hörsehbehindertenbereich eröffnet werden, 2011 der Neubau der Schule und 2013 wurde der Altbau saniert. Seit 2011 befindet sich auch die Schule am Norberthaus in gemeinsamer Trägerschaft von Oberlinhaus und dem Deutschen Orden.
Nach der Wiedervereinigung wurden auch die Werkstatt- und Beschäftigungsbereiche für behinderte Erwachsene neu strukturiert. Die Gründung der Oberlin-Werkstätten erfolgte Ende 1991 als gemeinnützige GmbH durch die Gesellschafter Verein Oberlinhaus und Hoffbauer-Stiftung, damals noch als „Diakonische Werkstätten für Behinderte Potsdam gGmbH“. Es folgten weitere Namensänderungen und 2006 die alleinige Trägerschaft durch das Oberlinhaus. 2012 wurde das neue Werkstattgebäude auf Hermannswerder eingeweiht. Zum 1. Januar 2017 fand die Namensfindung ihren Abschluss, heute heißt die Werkstatt „Oberlin Werkstätten“.
Mit der Gründung des Oberlin-Berufsbildungswerks im Jahre 1990 wurde die traditionelle Berufsausbildung für Behinderte neu aufgesetzt. Von 1993 bis 1997 entstand ein neuer Gebäudekomplex in der Babelsberger Steinstraße. Angegliedert wurden ein Internatsbereich und die Berufliche Schule „Theodor Hoppe“ (2019 umbenannt in „Oberlin Berufliche Schulen“).
Durch den Erwerb des ehemaligen Babelsberger Krankenhauses konnte das dazugehörende alte Beamtenhaus saniert und barrierefrei umgebaut werden. Im Frühjahr 1998 ist es als neuer Wohnbereich für taubblinde Erwachsene eingeweiht worden. 1999 wurde das Taubblindenheim „Eckard-Beyer-Haus“ getauft. 2018 wurden drei neue Wohngruppen für 30 Klienten feierlich eingeweiht. Diese befinden sich nur wenige Gehminuten vom Eckard-Beyer-Haus entfernt im so genannten Feierabendhaus.
Auf dem Gelände in der Babelsberger Rudolf-Breitscheid-Straße 138–144 wurde im Sommer 1999 ein neues Schülerwohnheim für Kinder der Oberlinschule mit körperlichen- und schwerst-mehrfachen Behinderungen eingeweiht. 2008 erhielt das Gebäude den Namen „Ludwig-Gerhard-Haus“. Heute verfügt das Haus über fünf Wohngruppen für Kinder, Jugendliche und junge Erwachsene mit körperlicher und/oder geistiger Beeinträchtigung sowie zwei kleine Wohngruppen für Kinder und Jugendliche mit Autismus-Spektrum-Störungen.
2006 wurde nach nur 6 Monaten Bauzeit das „Moltke-Haus“ – ein spezielles Wohnangebot für Menschen mit frühkindlichem Autismus und geistiger Behinderung – auf dem Gelände hinter dem Berufsbildungswerk in der Steinstraße eröffnet. Es entstand ein modernes zweistöckiges Gebäude, das aus zwei miteinander verbundenen Haushälften besteht. Hier werden heute 10 Frauen und Männer zwischen 20 und 34 Jahre gefördert und betreut.
Im Jahr 2009 übernahm das Oberlinhaus das Reha-Klinikum „Hoher Fläming“ in Bad Belzig.
Das Thusnelda-von-Saldern-Haus wurde im Sommer 2010 eröffnet. Das Haus, das von den ehemaligen Bewohnern des nun baufälligen Reinhold-Kleinaus-Hauses bezogen wurde, hat drei verschiedene Leistungsbereiche: Wohnen, Übergangswohnen und Wohnpflege. 80 Mitarbeitende versorgen dort über 60 Klienten. Im Bereich Übergangswohnen können zehn junge Menschen mit einem Schädel-Hirn-Trauma für bis zu drei Jahre leben. Wegen eines Amoklaufs geriet es 2021 in die Schlagzeilen.
Seit der Jahrtausendwende hat sich die Mitarbeiterzahl des Oberlinhauses von 2004 (934 Mitarbeitende) bis 2020 (2.043) mehr als verdoppelt.
Im April 2021 wurden im Oberlinhaus vier Bewohnerinnen mit Behinderungen von einer Pflegerin ohne Behinderung getötet und eine weitere schwer verletzt. Die Pflegerin wurde zu 15 Jahren Haft verurteilt. Der Träger hat eine Expertenkommission mit Vertretern von Verbänden, Trägern, Wissenschaft und Justiz eingesetzt. Im Januar 2022 wurde ein Gewaltschutzbeauftragter ernannt. Der Heimleitung des Oberlinhauses wurde gekündigt. Auf eine Kündigungsschutzklage hin kam es zu einem Vergleich: Beendigung des Arbeitsverhältnisses gegen eine Abfindung.